# Anoxia rattoi
Anoxia rattoi är en skalbaggsart som beskrevs av Escalera 1906. Anoxia rattoi ingår i släktet Anoxia och familjen Melolonthidae. Inga underarter finns listade i Catalogue of Life.